# Āb Gorg
Āb Gorg (persiska: آب گرگ, Āb Gorg-e Bālā) är en ort i Iran.   Den ligger i provinsen Khorasan, i den nordöstra delen av landet, 600 km öster om huvudstaden Teheran. Āb Gorg ligger 1 523 meter över havet och antalet invånare är 445.
Terrängen runt Āb Gorg är kuperad åt sydväst, men åt nordost är den platt.Runt Āb Gorg är det ganska glesbefolkat, med 50 invånare per kvadratkilometer. Närmaste större samhälle är Qūchān, 14,4 km norr om Āb Gorg. Omgivningarna runt Āb Gorg är i huvudsak ett öppet busklandskap.